# اسماعیل دمیرچی
اسماعیل دمیرچی (۱۳۱۲–۱۳۹۷) ناشر و نویسندهٔ ایرانی بود. او برای نگارش کتاب آشنایی با صنعت چاپ برندهٔ بیست و یکمین دوره کتاب سال جمهوری اسلامی ایران شد.

## زندگی‌نامه
اسماعیل دمیرچی در سال ۱۳۱۲ در تهران به دنیا آمد. او از سال ۱۳۳۱ به کار در چاپخانه‌های مختلف، از جمله چاپخانه‌های علمی، تابان، بانک ملی و روزنامه اطلاعات پرداخت. اسماعیل دمیرچی در طول خدمت سربازی به جهت داشتن تجربه و تخصص در چاپخانه ارتش مشغول به کار شد و سپس در سال ۱۳۳۹ در اولین مدرسه چاپ و حروفچینی مرتضی نوریانی استخدام شد.تأسیس و راه‌اندازی مراکز آموزش و مشاوره در کارگاه‌های چاپ و نیز موزه صنعت چاپ ایران، از مهم‌ترین اقدامات دمیرچی به‌شمار می‌آید. کتاب «آشنایی با صنعت چاپ» دمیرچی در دوره بیست و یکم جایزه کتاب سال جمهوری اسلامی ایران، عنوان «برگزیده» را برای او به ارمغان آورد.
دمیرچی ده‌ها مقاله تخصصی نیز در مجلات حوزه صنعت چاپ، منتشر کرده‌است.
وی در آخرین اثر مکتوب خود «یادداشت‌های جاافتاده» پیگیری‌ها، مکاتبات و اقدامات خود را برای راه‌اندازی موزه چاپ شرح داده‌است.

## آثار
- تاریخ چاپ سنگی
- گفتگو با قبیله چاپ
- هویت‌های پایدار
- آزمون‌های خاکستر شده
- یادداشت‌های جاافتاده[۵]